# Amiodarona
A amiodarona é um fármaco do grupo dos antiarrítmicos da classe III de amplo espectro e um potente vasodilatador. Prolonga o intervalo QRS no electrocardiograma, prolongando o potencial de ação e diminuindo a frequência cardíaca. Aumenta a irrigação do coração pelos vasos coronários. É um antagonista fraco dos receptores adrenérgicos (sistema simpático) alfa e beta.

## Mecanismo de ação
Atua diretamente sobre o miocárdio bloqueando os canais de potássio. Portanto atrasa a repolarização e aumenta a duração do potencial de ação. Inibe de forma não competitiva os receptores alfa e receptores beta, um potente vasodilatador e bloqueador dos canais de cálcio e bloqueador dos canais de sódio.

## Indicações
Originalmente era usado para angina de peito, mas atualmente se usa para:
- Arritmias graves que não respondem a outros anti-arrítmicos ou alternativa não tolerada
- Taquiarritmias associadas à Síndrome de Wolff-Parkinson-White
- Prevenção da recorrência de fibrilação atrial e do "Flutter atrial"
- Taquiarritmias paroxística de tipo nodal, ventricular supraventricular ou fibrilação ventricular
- Durante a PCR em ritmo chocável na pediatria[3]

## Contraindicações
Contraindicado em caso de:
- Hipersensibilidade a iodados ou a amiodarona;
- Bradicardia sinusal;
- Transtornos de condução SA ou AV em pacientes sem marcapasso, UCI ou sem monitorização do ECG (risco de parada sinusal);
- Distúrbios da função da tireoide;
- Associação com fármacos que induzem torsades de pointes;
- Gravidez (exceto em circunstâncias especiais);
- Lactância;
- Hipotensão severa;
- Colapso cardiovascular;
- Insuficiência respiratória grave.

## Farmacocinética
Após administração oral, o fármaco é absorvido lentamente pelo trato digestivo, com uma biodisponibilidade absoluta de 20 a 86%. Se absorve melhor com alimentos. Parte do produto é metabolizada na mucosa intestinal e por um metabolismo de primeira passagem no fígado. Por via oral, as concentrações máximas são detectadas em 3 e 7 horas. O estado de equilíbrio só é atingido após repetidas doses por 1 a 5 meses, a menos que se utilizem doses mais elevadas no início.
Acredita-se que as concentrações plasmáticas de amiodarona que têm um efeito terapêutico quando estão entre 1 e 2,5 mg/mL. Se distribui amplamente pelo tecido adiposo, fígado, miocárdio, pulmões, rins, tireoide, pele e pâncreas, concentrando-se na bílis, saliva, leite materno e sêmen. O volume de distribuição atinge 70 UI/kg.
A amiodarona é extensivamente metabolizada pelo fígado e seu metabolito ativo N-desetilamiodarona (DEA) atinge concentrações no plasma que variam de 0,5 a 2 vezes a da amiodarona inalterada. A distribuição pelo tecido adiposo explica a sua meia-vida de eliminação prolongada (em média 50 dias, variando entre 27 a 103 dias) e a persistência dos efeitos secundários mesmo depois que o tratamento é suspenso. Ambos se concentram nas secreções como o leite materno, e ambos se ligam amplamente às proteínas plasmáticas (<99%), principalmente à albumina. É eliminada mais rápido nos primeiros 10 dias após seu uso.

## Efeitos adversos
Apesar de sua excelente eficácia como antiarrítmico, o uso da amiodarona é limitado pelo grande número de efeitos colaterais. Aproximadamente 70% dos doentes tratados com amiodarona experienciam algum efeito colateral e 5 a 20% interrompem o tratamento por causa dos efeitos colaterais. As reações adversas são cumulativas, aumentando com a dose e com o tempo de uso. Os efeitos colaterais continuam por meses após sua retirada.
Efeitos colaterais em tratamentos prolongados (mais de 10 dias) e com altas doses (mais de 800mg/dia):
- Bradicardia moderada (batimentos cardíacos demasiado lentos)
- Náusea, vômito, perda de apetite, dor abdominal e prisão de ventre
- Sensibilidade a luz, deixando a pele vermelha inicialmente e causando manchas na pele a largo prazo
- Alterações da visão (depósitos na córnea)
- Alterações hepáticas (aumento da transaminase e icterícia)
- Tremores (extrapiramidais) e descoordenação motora
- Alterações de sono e pesadelos
- Toxicidade pulmonar (fibrose pulmonar intersticial difusa, angioedema, pleurite, bronquiolite obliterante)
- Hipotireoidismo
- Hipertireoidismo (Fenômeno de Jod-Basedow)
- Polineuropatia periférica sensitivo-motoras

## Interações farmacológicas
Toxicidade aumentada por: quinidina, hidroquinidina, disopiramida, sotalol, bepridil, vincamina, clorpromazina, levomepromazina, tioridazina, trifluoperazina, haloperidol, amissulprida, sulpiride, tiaprida, pimozida, cisapride, eritromicina IV e pentamidina (parenteral).
Aumenta a toxicidade de: fentanil, a lidocaína, tacrolimus, sildenafil, midazolam, triazolam, dihidroergotamina, ergotamina, dabigatran, sinvastatina e outras estatinas metabolizadas pelo CYP 3A4.
Risco de arritmias ou condução cardíaca anormal aumentados por: fenotiazinas, antidepressivos tricíclicos, terfenadina, betabloqueadores, verapamil, diltiazem, laxantes estimulantes, diuréticos, corticosteroides sistêmicos, tetracosactido, anfotericina B.
Aumenta a quantidade em sangue de: warfarina, digoxina, flecainida, ciclosporina.